# Бузубаев, Токтасын Искакович
Токтасын Искакович Бузубаев   (каз. Бұзыбаев Тоқтасын Ысқақұлы) — представитель высшего командования , генерал-майор. Командующий Пограничными войсками Вооруженных Сил — Председатель Комитета по охране государственной границы РК (1974
Командующий Силами охраны государственной границы — Председатель Комитета по охране государственной границы РК (1998—1999).

## Биография
Токтасын Бузубаев родился в семье фронтовика. Отец Бузубаев Искак служил в миномётной батарее 1077-го стрелкового полка 316-й стрелковой дивизии.
По окончании средней школы поступил на обучение на подготовительный вечерний факультет автодорожного института в Усть-Каменогорске. Учёбу совмещал с работой каменщика-огнеупорщика на Ульбинском металлургическом заводе.
В 1967 году поступил в Высшее пограничное командное училище в Алма-Ате, которое закончил в 1971 году.
1971—1978 — проходил службу на должностях заместителя начальника, начальника пограничной заставы, офицера 1-го отделения штаба 30-го Краснознаменного Маканчинского пограничного отряда Краснознаменного Восточного пограничного округа.
1978—1981 — был слушателем Военной академии имени Фрунзе.
1981—1988 годы — комендант участка пограничной комендатуры «Хоргос» Жаркентского пограничного отряда, первый заместитель начальника штаба 129-го Пржевальского пограничного отряда, начальник штаба 35-го Мургабского пограничного отряда Краснознаменного Восточного пограничного округа.
1988—1992 — заместитель начальника отдела боевой подготовки войск, заместитель начальника штаба Восточного пограничного округа.
Принимал участие в боевых действиях на территории Республики Афганистан.
1992—1995 — заместитель командующего Пограничными войсками Республики Казахстан. Принимал участие по организации охраны таджико-афганской границы в условиях гражданской войны в Таджикистане.
1995 — заместитель председателя Государственного комитета РК по охране государственной границы.
1995—1997 — первый заместитель начальника Главного штаба Вооруженных Сил РК.
1997—1998 — Командующий Пограничными войсками Вооруженных Сил — Председатель Комитета по охране государственной границы Республики Казахстан.
1998—1999 —  Командующий Силами охраны государственной границы — Председатель Комитета по охране государственной границы Республики Казахстан. Исполняющий обязанности Директора Пограничной службы КНБ РК.
2000—2009 заместитель Генерального секретаря Организации Договора коллективной безопасности.
2009—2014 заместитель Председателя Исполнительном Комитете СНГ.

## Награды
- орден «Айбын» II степени
- Орден «Данк» II степени
- медаль Российской Федерации,
- семь медалей СССР
- две медали Республики Афганистан.

## Семья
- Супруга — Наталья Валентиновна.
- Дети — Марат и Ольга.
- Внуки - Милаура, Амир и Ксения.